# تورتوم
تورتوم (به ترکی استانبولی: Tortum، به ارمنی: Թորթում) یک منطقهٔ مسکونی در ترکیه است که در استان ارزروم واقع شده‌است.